# Hellenolacerta graeca
Genre
Espèce
Synonymes
- Lacerta graeca Bedriaga, 1886

Statut de conservation UICN

 NT  : Quasi menacé
Hellenolacerta graeca, unique représentant du genre Hellenolacerta, est une espèce de sauriens de la famille des Lacertidae.

## Répartition
Cette espèce est endémique du Péloponnèse en Grèce.

## Description
C'est un Lacertidae classique, avec un corps élancé, une queue fine et longue, une tête peu séparée du corps et des pattes fines et nettement séparées du corps.

Il est marron clair sur la tête. Le corps est brun parsemé de points clairs, et tirant sur le gris parsemé de points sombres sur le dos. Certains présentent quelques points bleus sur les côtés.

## Publications originales
- Arnold, Arribas & Carranza, 2007 : Systematics of the Palaearctic and Oriental lizard tribe Lacertini (Squamata: Lacertidae: Lacertinae), with descriptions of eight new genera. Zootaxa, n. 1430, p. 1-86.
- Bedriaga,  1886 : Beiträge zur Kenntnis der Lacertiden-Familie (Lacerta, Algiroides, Tropidosaura, Zerzumia, Bettaia). Abhandlungen der Senckenbergischen Naturforschenden Gesellschaft, vol. 14, p. 17-444 (texte intégral).